# Tafna
La Tafna (o Oued Tafna) è un fiume che scorre nella parte occidentale dell'Algeria, lungo 170 km e con un bacino idrografico di circa 7245 km2, che in parte si estende anche in territorio marocchino (Dali-Youcef et al. 2006).

## Descrizione
Nasce dal monte Merchiche, poco a nord di Sebdou, a un'altitudine di 1600 m s.l.m., e sfocia nel mar Mediterraneo di fronte all'isola di Rachgoun, nei pressi dell'antica città di Siga, capitale del regno di Siface (oggi Aïn Témouchent).
Sul suo bacino sorge la città di Maghnia (già Lalla Maghnia). Le sue acque, captate in almeno 5 grossi bacini (Beni-Bahdel, Mefrouche, Sidi Abdelli, Hammam Boughrara e Sikkak) vengono utilizzate per i bisogni idrici delle maggiori città del nordovest algerino, come Orano, Sidi Bel Abbes e Tlemcen.
Lungo il suo corso, ad un'altitudine di 1070 m s.l.m. si trova un importante sistema carsico, la Ghar Boumaaza, scoperta nel 1931, che sembra essere la grotta più estesa dell'Algeria e dell'intero continente africano (le diramazioni fin qui esplorate arrivano a 15 km e mezzo di lunghezza). Nel tratto conclusivo, scorre alle pendici del gruppo montuoso del Trara.
Il fiume ha dato il nome al trattato di Tafna, che venne siglato, sulle sue sponde, il 30 maggio 1837 tra il generale Bugeaud e l'emiro Abd el-Kader.

## Corso

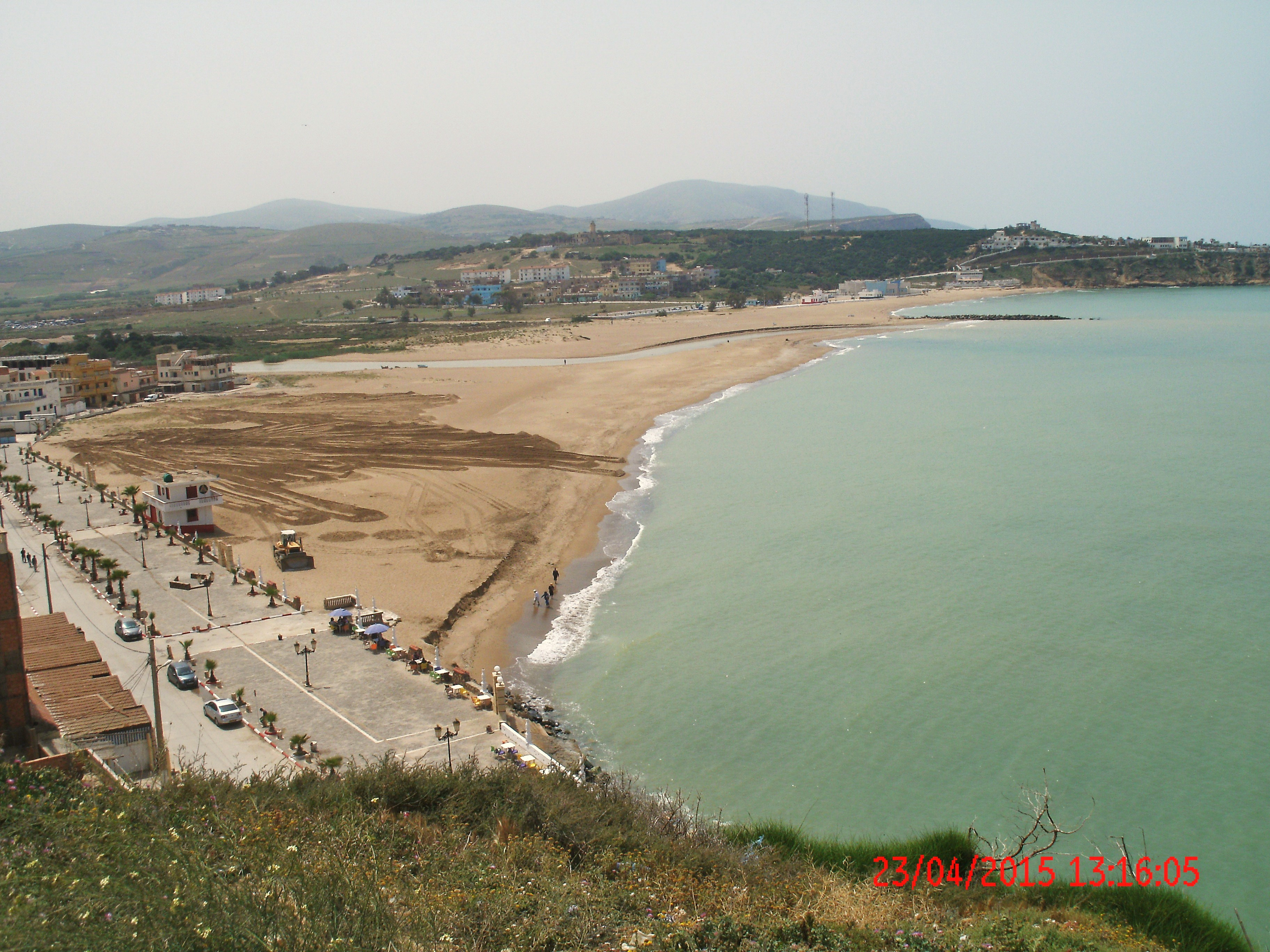
Foce del fiume

Da sud a nord, il fiume attraversa i territori dei comuni di:
- Sebdou
- Aïn Ghoraba
- Beni Bahdel
- Sidi Medjahed
- Maghnia
- Hammam Boughrara
- Aïn Fetah
- Fellaoucene
- Zenata
- Remchi
- El Emir Abdelkader
- ʿAyn Temūshent